# Confederação Brasileira de Boxe
A Confederação Brasileira de Boxe (CBB) é o órgão responsável pela organização dos eventos e representação dos atletas de boxe no Brasil.

## História
Foi fundada em 5 de março de 1933, inicialmente denominada de Federação Carioca de Boxe.
Foi reorganizada em 3 de agosto de 1935, sob o nome de Federação Brasileira de Pugilismo e por força do Decreto Lei Nº 3199 de 14 de abril de 1941, constituída em Confederação pelas entidades: Federação Paulista de Pugilismo, Federação Metropolitana de Pugilismo, Federação Mineira de Pugilismo e Federação Fluminense de Pugilismo, em Assembléia Geral realizada em 1 de agosto de 1941.
Durante vários anos foi uma entidade eclética, e administrou os esportes de lutas como caratê, judô, capoeira, artes marciais, luta livre, luta greco-romana, entre outros, até que as modalidades foram se organizando e formando suas próprias entidades específicas.
Na Assembleia Geral Extraordinária em 8 de maio de 1998, com a reforma dos estatutos e adequação à Lei Pelé, a denominação foi alterada para Confederação Brasileira de Boxe.
No boxe profissional, as maiores expressões foram os Campeões Mundiais Éder Jofre, Miguel de Oliveira e Acelino "Popó" Freitas, Valdemir "Sertão" Pereira|, Patrick Teixeira e Robson Conceição.
No boxe amador, durante muito tempo, o maior feito havia sido a medalha de bronze nas Olimpíadas do México em 1968, com o peso mosca Servílio de Oliveira. Esse resultado só foi superado em Olimpíadas de Londres em 2012, com as medalhas de prata de Esquiva Falcão e de bronze de Yamaguchi Falcão. Nas Olímpiadas do Rio de Janeiro de 2016, Robson Conceição alcançou o maior feito do boxe amador, ao bater o francês Sofiane Omiha para obter a primeira medalha de ouro olímpica. Nesse mesmo ano, Adriana Araújo conquistou a medalha de bronze, a primeira medalha do boxe feminino. Outro ouro foi conquistado na Olimpíada seguinte, a de Tóquio, com Hebert Conceição.
Realiza anualmente seu tradicional Campeonato Brasileiro de Boxe Amador há mais de 50 anos, nas diversas regiões do país, além de torneios regionais.

## Filiações
A Confederação Brasileira de Boxe é filiada aos seguintes órgãos:
- Comitê Olímpico Brasileiro (COB)
- Associação Internacional de Boxe Amador (AIBA)
- Conselho Mundial de Boxe (CMB)
- Associação Mundial de Boxe (AMB)
- Organização Mundial de Boxe (OMB)
- Federação Internacional de Boxe (FIB)